# Мохаммедабаде-Афшар
Мохаммедабаде-Афшар (перс. محمدآباد افشار‎) — село на севере Ирана, в остане Альборз. Входит в состав шахрестана Саводжболаг. Является частью дехестана (сельского округа) Рамджин бахша Чехарбаг.

## География
Село находится в южной части Альборза, к югу от хребта Эльбурс, на расстоянии приблизительно 10 километров к западу от Кереджа, административного центра провинции. Абсолютная высота — 1276 метров над уровнем моря.

## Население
По данным переписи 2006 года население села составляло 466 человек (249 мужчин и 217 женщин). В Мохаммедабаде-Афшаре насчитывалось 109 семей. Уровень грамотности населения составлял 53,43 %. Уровень грамотности среди мужчин составлял 57,43 %, среди женщин — 48,85 %.